# Yuriý Bordolimow
Yuriý Pawlowiç Bordolimow, ros. Юрий Павлович Бордолимов, Jurij Pawłowicz Bordolimow (ur. 24 stycznia 1970 w Krasnowodzku, Turkmeńska SRR) – turkmeński piłkarz pochodzenia rosyjskiego, grający na pozycji obrońcy lub pomocnika.

## Kariera piłkarska

### Kariera klubowa
W 1990 rozpoczął karierę piłkarską w Nebitçi Nebit Dag. W 1994 został zaproszony do Köpetdagu Aszchabad, skąd po poł roku przeniósł się do Nisy Aszchabad. Latem 1999 wyjechał do Kazachstanu, gdzie potem występował w klubach Kajrat Ałmaty, FK Atyrau, Żengys Astana, Aktöbe-Lento Aktöbe i FK Taraz. Potem wrócił do ojczyzny, gdzie został piłkarzem Şagadamu Turkmenbaszy i w którym zakończył karierę piłkarza w roku 2008.

### Kariera reprezentacyjna
W latach 1993–2004 bronił barw reprezentacji Turkmenistanu.

## Sukcesy i odznaczenia

### Sukcesy piłkarskie
Nebitçi Nebit Dag
- wicemistrz Turkmenistanu: 1992, 1993
- finalista Pucharu Turkmenistanu: 1992

Nisa Aszchabad
- mistrz Turkmenistanu: 1996, 1999
- wicemistrz Turkmenistanu: 1994
- zdobywca Pucharu Turkmenistanu: 1998
- finalista Pucharu Turkmenistanu: 1997

Kajrat Ałmaty
- brązowy medalista Mistrzostw Kazachstanu: 1999
- zdobywca Pucharu Kazachstanu: 1999/00

FK Atyrau
- wicemistrz Kazachstanu: 2001, 2002

FK Taraz
- zdobywca Pucharu Kazachstanu: 2004